# Грязнов, Михаил Петрович
Михаи́л Петро́вич Грязно́в (28 февраля (13 марта) 1902, Берёзов, Тобольская губерния, Российская империя — 18 августа 1984 года, Ленинград, СССР) — советский историк, археолог, антрополог. Доктор исторических наук (1945), профессор, заслуженный деятель науки РСФСР.

## Биография
Михаил Грязнов родился в семье инспектора городского училища. Окончил 2-е реальное училище в Томске, в 1919 году поступил на естественное отделение физико-математического факультета Томского университета. Летом 1920 года, сплавляясь по Енисею вместе с однокашником, так же будущим этнографом, Евгением Шнейдером, познакомился с археологом Сергеем Теплоуховым, который проводил раскопки возле деревни Батени. С этого случайного знакомства для Грязнова началось увлечение археологией.
Под руководством Сергея Руденко и Сергея Теплоухова он работал в Томском университете, весной 1922 года группа учёных (Грязнов, Теплоухов, Руденко, Шнейдер) переехала в Петроград. Грязнов перевёлся в Петроградский университет, который так и не закончил (1925), работал в Академии истории материальной культуры (научный регистратор в секции Антропологии в Институте археологической технологии). . Вёл раскопки близ Томска, руководил экспедициями в Южную Сибирь и Казахстан, в 1929 году раскопал в Горном Алтае курган Пазырык. С 1925 младший, в 1929—1933 годах старший научный сотрудник секции археологии Сибири Этнографического отдела Государственного Русского музея.
29 ноября 1933 года Грязнов, как и многие его коллеги, в том числе Теплоухов, был арестован по делу «Российской национальной партии» («Делу славистов»). Он был приговорён в трём годам ссылки в Вятку. В 1936 году — старший научный сотрудник, заведующий отдела истории Кировского краевого музея. После возвращения в Ленинград в 1937 году работал в Эрмитаже, с 1938 по 1945 год заведующий Сибирским отделением Отдела доклассового общества. Во время войны Грязнов жил в эвакуации в Свердловске, где при содействии С. В. Киселёва защитил кандидатскую диссертацию «Погребения эпохи бронзы в Западном Казахстане» (январь 1945 года), а вслед за ней — докторскую «Пазырык. Погребения племенного вождя на Алтае» (июнь того же года).
По окончании войны снова вернулся в Ленинград, работал в Эрмитаже и Институте истории материальной культуры (зав. сектором Средней Азии и Кавказа). В 1956 году учёного реабилитировали. Грязнов до конца жизни продолжал активно заниматься наукой, ездил в экспедиции. В частности, в 1971—1974 годах вёл раскопки кургана Аржан (VIII—VII вв. до н. э.) в Туве, выступил с гипотезой об азиатском происхождении скифской культуры.
Всесторонне исследовал деятельность, культуру и хозяйственный уклад жизни кочевников на территории современного Казахстана, Средней Азии и Западной Сибири в эпоху бронзы, истории саков, массагетов и усуней.

## Награждения
Лауреат Государственной премии СССР за 1983 год. Награждён орденом «Знак Почёта».

## Основные работы
Книги
- Инструкция для измерения черепа и костей человека. 1925. (в соавт. с С. И. Руденко);
- Древние изваяния минусинский степей. 1929. (в соавт. с. Е. Р. Шнейдером, С. А. Теплоуховым);
- Пазырыкский курган. — Л., 1937 (с параллельным французским текстом);
- Первый Пазырыкский курган. — Л., 1950;
- История древних племен Верхней Оби по раскопкам близ с. Большая Речка. М.-Л., 1956;
- Древнее искусство Алтая. — Л., 1958;
- Sibirie du Sud. Geneve, 1969 (Archaeologia Mundi; изд. на французском, немецком и английском языках);
- Аржан — царский курган раннескифского времени. — Л., 1980;
- Комплекс археологических памятников у горы Тепсей на Енисее. Новосибирск, 1980 (в соавт.);
- Древности Байкала. Иркутск, 1992 (в соавт.);
- Афанасьевская культура на Енисее. СПб., 1999.

Статьи
- Доисторическое прошлое Алтая: (Работа Алтайской экспедиции Государственного Русского музея в 1924-25 гг.) // Природа. 1926. № 9/10. С. 97-98.
- Каменные изваяния Минусинских степей // (Работа Алтайской экспедиции Государственного Русского музея в 1924-25 гг.) // Природа. 1926. № 11/12. С. 100—105 (совместно с Е. Р. Шнейдером).
- Погребения бронзовой эпохи в Западном Казахстане // Казаки: Материалы ОКИСАР. 1927. Вып. 2. С. 172—221.
- Раскопка княжеской могилы на Алтае // Человек. 1928. № 2/4. С. 217—219.
- Древние изваяния Минусинских степей // МЭ. 1929. Т. 4, вып. 2. — Л., 1929. С. 63-96 (совместно с Е. Р. Шнейдером).
- Пазырыкское княжеское погребение на Алтае // Природа. 1929. № 11. С. 973—984.
- Казахстанский очаг бронзовой культуры // Казаки: Материалы ОКИСАР. 1930. Выпуск 3. С. 149—162.
- Золото Восточного Казахстана и Алтая // Археологические работы Академии наук на новостройках в 1932-33 гг.. — М, 1935.[3]
- Древняя бронза Минусинских степей // Труды отдела истории первобытной культуры Государственного Эрмитажа. 1941. Т. 1. С. 237—271.
- Некоторые вопросы истории сложения и развития ранних кочевых обществ Казахстана и Южной Сибири // КСИЭ. 1955. Вып. 24. С. 19-29;
- Этапы развития скотоводческих племен Казахстана и Южной Сибири в эпоху бронзы // КСИЭ. 1957. Вып. 26. С. 21-28;
- Связи кочевников Южной Сибири со Средней Азией и Ближним Востоком в I тысячелетии до н. э. // Материалы второго совещания археологов и этнографов Средней Азии. М.; Л., 1959. С. 136—142;
- Тагарская культура // История Сибири. — Л., 1968. Т. 1. С. 159—165, 180—196.
- Миниатюры таштыкской культуры // Археологический сборник Эрмитажа. Выпуск 13. — Л., 1971. С. 94-106.
- Начальная фаза развития скифо-сибирских культур // Археология Южной Сибири. Кемерово, 1983. С. 3-18.